# Hofetz Haïm
Pour les articles homonymes, voir Kagan et Meir.
Israël Meir HaCohen, ou Israël Meir Kagan (1839 - 1933) est connu sous le nom Hofetz Haïm (ou Ḥafets Ḥayim, selon la prononciation séfarade, littéralement "désir de vie"), du titre de son premier ouvrage, Sefer Hofetz Haïm qui traite des lois de la médisance (d'après Psaumes 34:13).
Rabbi Israel Méïr Kagan est considéré dans le monde juif orthodoxe et au-delà, comme un grand sage et l’un des plus grands rabbins des XIXe et XXe siècles. 

## Biographie
Il est né à Dziatlava (en yiddish : Zhetel ou Gitel), dans l'Empire russe (actuellement en Biélorussie), le 6 février 1839, dans une famille modeste mais érudite, puisqu'elle pourvut elle-même à son éducation jusqu'à l'âge de 10 ans. Il part ensuite approfondir ses connaissances à l'académie de Vilna jusqu'à l'âge de 17 ans, il est l'élève du rabbin Jacob Barit. 
En 1855-1856, il s’installe à Radoun (un village biélorusse non loin de Vilnius et de Grodno, également connu sous le nom de Radin en hébreu et en yiddish) ; il se marie à cette époque. 
En 1862-1863, il s’installe à Minsk, puis à Vilnius où il gagne sa vie comme professeur de matières religieuses. 
En 1868-1869, il prend la tête de l’université talmudique de Vachilitchoq, près de Vilnius . 
Il revient ensuite à Radoune, où il vit pendant plusieurs dizaines d’années ; il partage alors son temps entre la tenue de la comptabilité du magasin de sa femme, l’enseignement, la rédaction d’ouvrages ainsi que diverses responsabilités publiques et communautaires. 
Il refuse d’être ordonné rabbin et de percevoir le moindre salaire pour ses activités, en particulier lorsqu’il donne son avis ou ses conseils à ceux qui viennent le consulter. 
Dès cette époque, sa réputation au sein du monde juif de l’Est grandit. Des histoires relatant sa sagesse et sa mansuétude se répandent; elles s'accroient jusqu’après sa mort, un peu à la manière des récits hassidiques sur un « Tzadik ». C’est surtout son humilité et son humanisme, en particulier vis-à-vis des simples juifs des Shtetels, couplée à l’ampleur et la profondeur de son œuvre qui lui valent une place parmi les plus grands rabbins de l’histoire du peuple juif. 
Il fonde une petite université talmudique (Yechiva de Radoun) à Radoune et la dirige durant de nombreuses années, jusqu’à ce que son expansion et son succès l’oblige à engager un directeur (Rosh yeshiva). Il y enseigne l’éthique et le travail sur soi (moussar). 
En 1915, il est obligé de quitter Radoune en raison de la guerre ; il s’installe alors à Yirout, en Russie proche, avec une partie de sa yeshiva. 
En 1917, il fonde une association juive orthodoxe « Unité », visant à fédérer l’ensemble du monde juif religieux de Russie. 
En 1921, il revient à Minsk, puis à Radoune qui fait désormais partie de la Pologne. 
Il est l’un des fondateurs d’une organisation encore en activité en Israël et dans le monde : Agoudat Israël, un mouvement orthodoxe juif visant à s’opposer au sécularisme, au socialisme montant en Europe de l’Est et son corollaire : le sionisme laïque. 
Il ouvre le premier congrès de l’association par un discours à Vienne (Autriche) en 1923. En 1925, il prend la direction du « conseil des yeshivot », organe de direction des yeshivot polonaises, alors nombreuses. Il meurt en 1933 à Radoune où il est enterré, peu de temps avant l'ascension d'Hitler. On raconte à ce sujet qu'il avait coutume de s'exclamer brutalement que « des millions allaient mourir, et qu'on ne faisait rien », signe qu'il ressentait la montée de l'antisémitisme ambiant avant même qu'on ne parle de la Solution finale.

## Œuvres
Son œuvre écrite est abondante. 
- Son premier livre, Hofetz Haïm (Le désir de vie) est publié anonymement en 1873 à Vilnius ; il s'agit du premier ouvrage entièrement consacré aux lois juives portant sur la diffamation, la médisance, le colportage de ragots et leur importance. Cet ouvrage a un immense succès et fait l’objet d’éditions populaires simplifiées et abrégées jusqu’à nos jours.

- Il publie un complément « Shemirat HaLashone » (La préservation de la langue), traitant plus généralement du langage vertueux et des moyens d’y parvenir.

- « Ahavat Hesed » (L’amour de la générosité) traite de l’importance de la charité et des actes de bonté.

- Il est également connu pour la rédaction de « Mahaneh Israël » (les camps d’Israël) destiné des Juifs enrôlés dans les armées du Tsar, « Nidehé Israël » (les errants d’Israël) pour ceux qui décident nombreux à émigrer vers l’ouest.

- Enfin, la Michna Beroura - rédigée entre 1894 et 1907 - commente de façon très détaillée l'Orah Hayim, la partie du Choulhan Aroukh (le plus important code législatif fait encore autorité dans le monde orthodoxe) qui traite des lois de la vie quotidienne). La Michna Beroura est considérée comme un classique dans l'étude de la Halakha.

- Le Liqouté Hilkhot (recueil de lois) recense l'ensemble des lois relatives au Temple, le Hofetz Haïm étant convaincu que la venue du Messie, et l'érection du Troisième Temple, est imminente. Une histoire relate qu’il conservait toujours une valise faite par devers lui, pour la même raison.

## Son influence
Sa popularité reste considérable au sein du monde juif: 
- D'une part, en raison de son œuvre qui comporte nombre d'ouvrages d'éthique (moussar) et d'une certaine façon de vulgarisation de la Torah (il a écrit de nombreux livres pour le grand public) ainsi qu'un ouvrage incontournable d'actualisation, analyse et recensement de la loi juive à destination des rabbins.
- D'autre part, il était considéré, au début du XXe siècle comme un "grand de la Torah" sinon LE grand de la génération et en tout cas le leader du judaïsme lituanien (plus exactement le monde des yeshivot lituaniennes).

Il existe toute une culture orale d'"histoires" liées à la vie du Hafetz Haïm et qui contribuent à le considérer comme une personnalité exceptionnelle.
Un exemple :
On raconte qu'un visiteur se rendit un jour compte que l'illustre rabbin était extrêmement malentendant, et lui proposa des options thérapeutiques. Le rabbin s'en émut, et fit remarquer que, dans l'état actuel de la question, il n'entendait pas les ragots ni les commérages, et autres futilités, et que, par contre, ceux qui tenaient à lui dire quelque chose s'adressaient directement à ses oreilles.
En Israël, un kibboutz porte son nom.

## Études sur wikisource
Hafetz Hayim ou l'éthique de la parole